# Buckollia tomentosa
Buckollia tomentosa är en oleanderväxtart som först beskrevs av Eileen Adelaide Bruce, och fick sitt nu gällande namn av H.J.T. Venter och R.L. Verhoeven. Buckollia tomentosa ingår i släktet Buckollia och familjen oleanderväxter. Inga underarter finns listade i Catalogue of Life.